# Plymouth Adventure
Plymouth Adventure é um filme norte-americano de 1952, do gênero aventura, dirigido por Clarence Brown e estrelado por Spencer Tracy e Gene Tierney.